# Ladybird, Ladybird
Ladybird, Ladybird är en brittisk film från 1994 regisserad av Ken Loach och delvis baserad på pjäsen med samma titel av Pam Gems.

## Handling
Maggie har fyra barn med fyra olika män samt en nuvarande man som misshandlar henne. Vid ett tillfälle får Maggie nog och lämnar hemmet och mannen tillsammans med sina barn som betyder allt för henne. Hon flyttar in i ett hyreshus med fler människor i hennes egen sits. För att hålla resten av ungarna i huset ute ur familjens rum medan hon ska ut med några väninnor för att dränka sorgerna på en karaokebar en kväll, låser hon om barnen innan hon går. När det sedan börjar brinna, barnen inte kan komma ut och hamnar på sjukhus med brännskador kopplas socialen in på riktigt vilket resulterar i att Maggie blir fråntagen dem. En tröstlös kamp mot ett samhälle som inte vill lyssna tar vid, en mammas förtvivlade kamp att återförenas med sin familj. Maggie är inte heller den som klarar av att tala i lugn och sansad samtalston till de människor som gör henne orätt utan tappar fattningen otaliga gånger vilket häller vatten på socialens kvarn angående bedömningen av Maggie som olämplig förälder. 
När hon sedan möter Jorge, som efter bara någon månad blir en illegal invandrare utan papper då hans visum går ut, en man som är precis vad hon behöver, har hon väldigt svårt att släppa honom inpå livet. Men Jorge står envist kvar vid hennes sida och till slut bestämmer de sig för att skaffa barn, starta en ny kärleksfull familj ihop. Men Maggie står fortfarande i socialens papper som olämplig förälder oförmögen att ta hand om ett barn och det dröjer inte länge förrän det knackar på dörren och familjelyckan krossas. Flera gånger om.

## Om filmen
Ladybird, Ladybird bygger på en sann berättelse och är ett socialrealistiskt melodrama. Som i flera andra filmer av Ken Loach är det inte enstaka personers ondska eller omoral eller Maggies oförmåga att ta hand om ett barn som är det yttersta problemet utan faktumet att individerna fastnar i de socio-ekonomiskt styrda roller som tilldelats dem.

## Rollista
| Crissy Rock      | – Maggie Conlan |
| Vladimir Vega    | – Jorge         |
| Sandie Lavelle   | – Mairead       |
| Mauricio Venegas | – Adrian        |
| Ray Winstone     | – Simon         |
| Clare Perkins    | – Jill          |
| Jason Stracey    | – Sean          |
| Luke Brown       | – Mickey        |
| Lily Farrell     | – Serena        |
| Scottie Moore    | – Maggies pappa |
| Linda Ross       | – Maggies mamma |